# Bren
Bren is een gemeente in het Franse departement Drôme (regio Auvergne-Rhône-Alpes) en telt 471 inwoners (1999). De plaats maakt deel uit van het arrondissement Valence.

## Geografie
De oppervlakte van Bren bedraagt 11,1 km², de bevolkingsdichtheid is 42,4 inwoners per km².

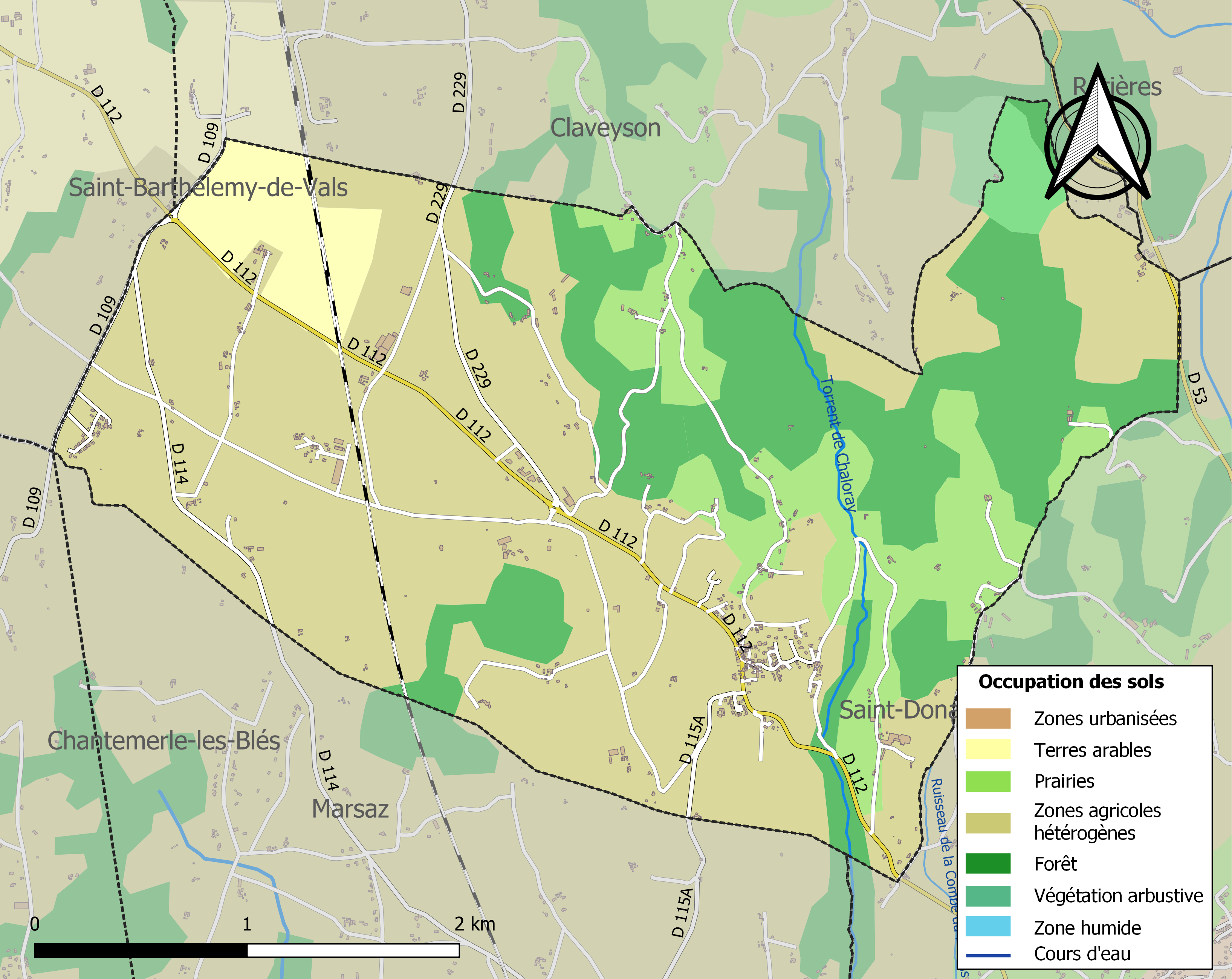
Kaart van de gemeente met belangrijkste infrastructuur, bodemgebruik en omliggende gemeenten

## Demografie
Onderstaande figuur toont het verloop van het inwonertal (bron: INSEE-tellingen).

## Afbeeldingen

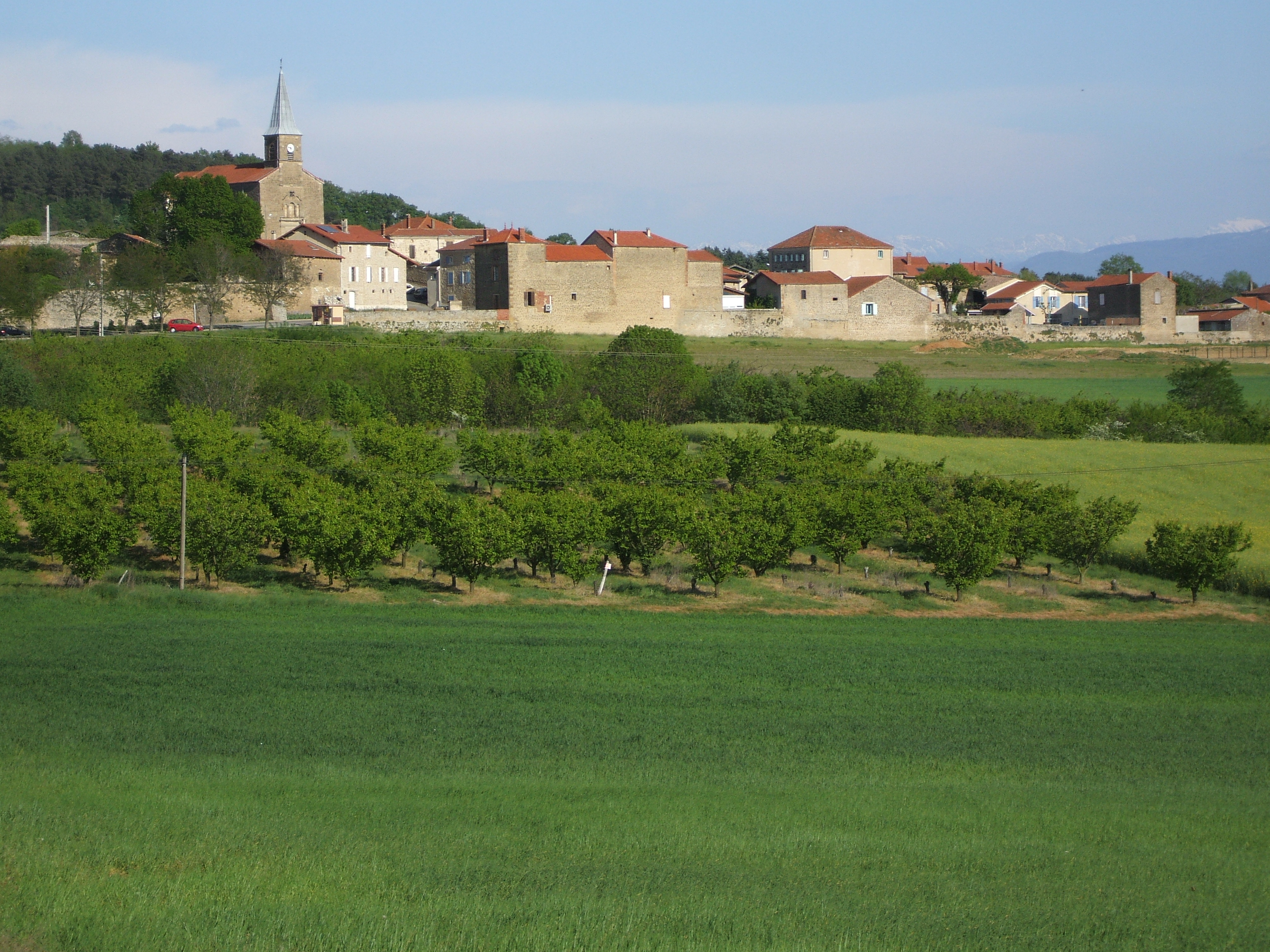
Gezicht op Bren
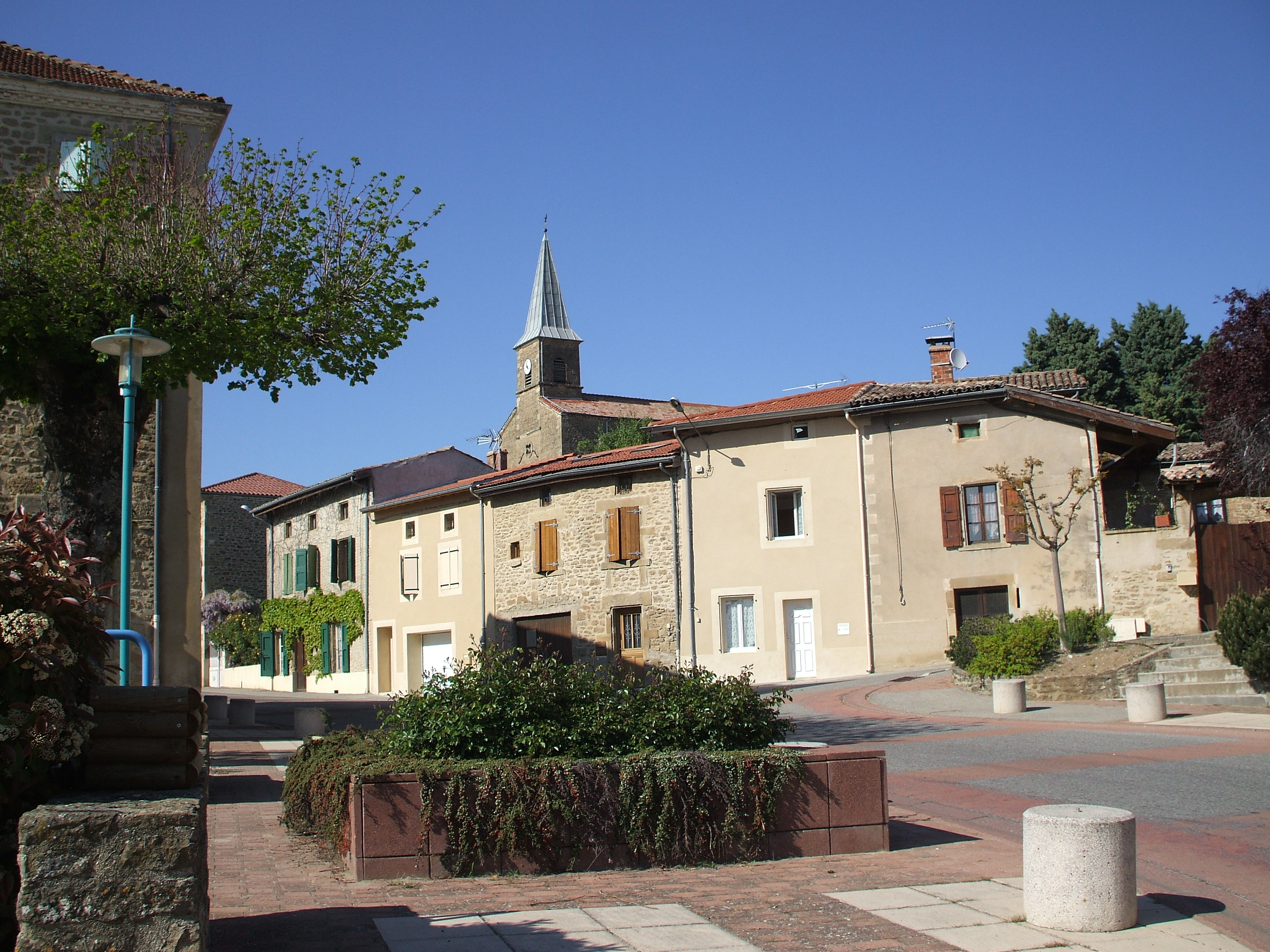
Centrum
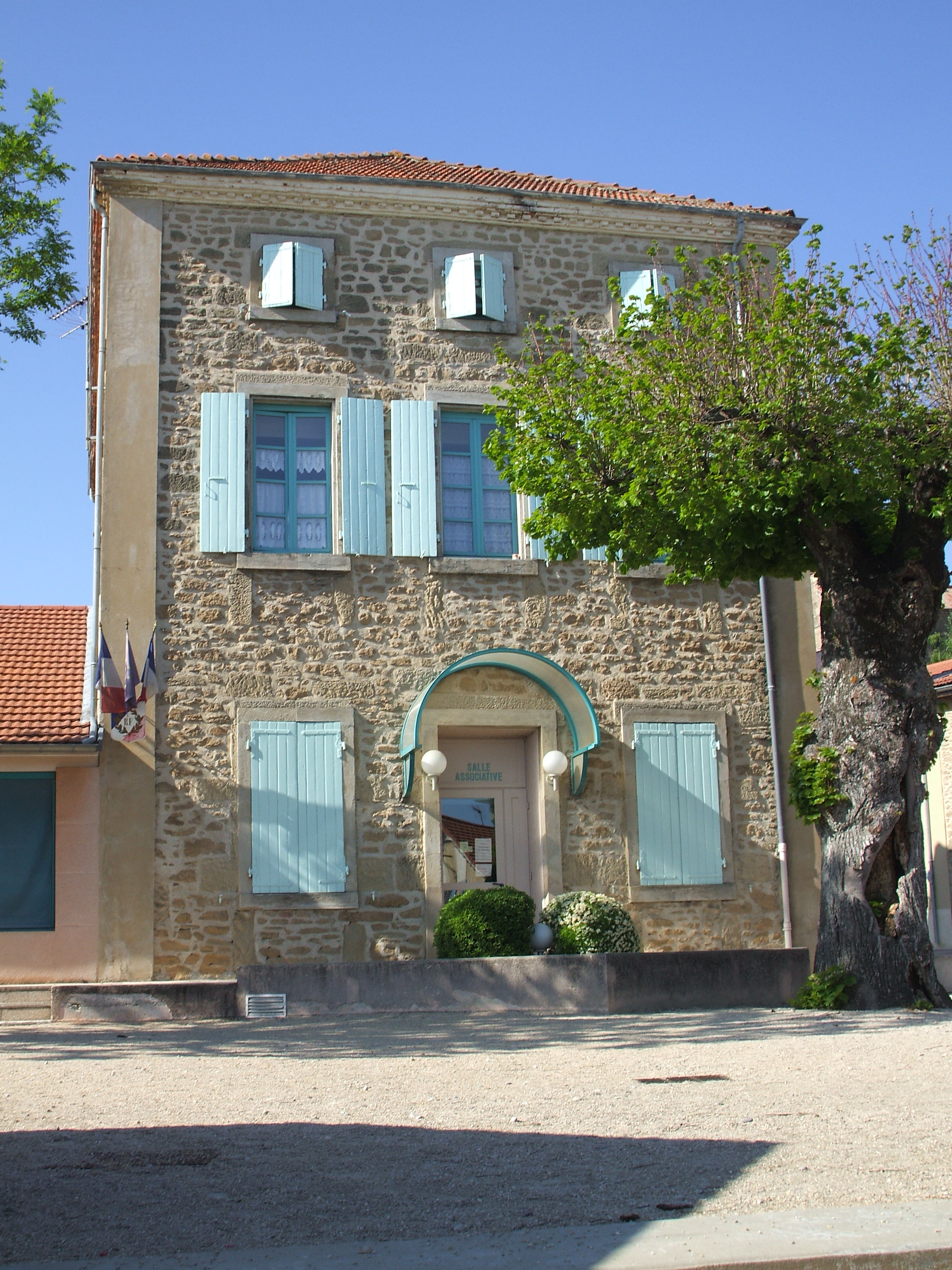
Gemeentehuis